# Méria (langue)
Le méria est une langue finno-ougrienne éteinte, parlée par les Mériens,. Le méria a commencé à être assimilée par les Slaves de l'Est lorsque leur territoire a été incorporé à la Russie kiévienne au Xe siècle,.  Cependant, certains locuteurs méria pourraient même avoir vécu jusqu'au XVIIIe siècle. Il existe également une théorie selon laquelle le mot « Moscou » proviendrait de la langue méria. La langue mériane s'étendait des parties occidentales de l'oblast de Vologda à l'actuelle Moscou.

## Classement
Il n'y a pas d'accord général sur les relations du méria avec ses langues ouraliennes voisines. Il est parfois laissé non classé au sein de l'extrémité ouest de la famille.
- Un récit traditionnel place le méria comme membre du groupe Volga-finnois, comprenant également les langues mordves et mari[3],[9]. Cependant, le groupe est aujourd'hui considéré comme obsolète.
- Eugène Helimski supposait que la langue méria faisait partie d'un groupe « nord-ouest » de finno-ougriens, comprenant également le balto-finnois et le same. Helimski a fait valoir que même s'il existe des parallèles avec Mari, ils ne justifient pas une relation étroite avec Mari et pourraient être dus à la contiguïté des zones linguistiques[2].
- Gábor Bereczki supposait que la langue méria faisait partie du groupe balto-finnois.
- Une hypothèse classe les méria comme une branche occidentale du peuple Mari plutôt que comme une tribu distincte. Leurs ethnonymes sont fondamentalement identiques, méria étant une transcription russe de l'auto-désignation Mari, Мäрӹ (Märӛ).
- T. Semenov et M. Fasmer pensaient que le méria était une proche parente de Mari. Max Vasmer a vu que de nombreux toponymes méria ont des parallèles avec le mari[10].
- L'auteur mordve Alexandre Charonov a affirmé que le méria est un dialecte erzyan, mais cela n'a pas beaucoup de soutien[11].

Rahkonen (2013) soutient que la langue mouromienne, également non attestée et non classée au sein des langues ouraliennes était un proche parent du méria, peut-être même un dialecte du mérian.
Une caractéristique probable de la langue méria, que certains chercheurs ont notée, est le pluriel -k , alors que la plupart des langues ouraliennes utilisent -t pour le pluriel.

## Reconstruction
Il y a eu des tentatives pour reconstruire méria sur la base de toponymes , d'onomastiques et de mots dans les dialectes russes par OB Tkachenko, Arja Ahlqvist et AK Matveev, entre autres. Les premières reconstructions ont été réalisées en 1985 par OB Tkachenko. Le dernier livre sur les reconstructions de méria a été publié en 2019.  À titre d'exemple : dans les toponymes russes autour de l'endroit où méria était parlé, une terminaison -яхр ( -jaxr ) est régulièrement vue dans les noms relatifs aux lacs. Cela ressemble également, mais ne correspond pas exactement, aux mots pour « lac » dans les langues ouraliennes occidentales, telles que le finnois järvi , le sami du nord jávri , Erzya эрьке ( eŕke ), Meadow Mari ер ( jer ) (d'une proto-forme commune *jäwrä ). On peut en déduire que -яхр continue probablement le mot mérian pour « lac », qui aurait pu avoir une forme telle que jäkrä, jähr(e)
Selon Rahkonen, dans les régions de méria, il existe un mot veks , qui est probablement apparenté au mot Komi вис ( vis ) « rivière moyenne », et similaire également à un élément vieksi qui apparaît dans les toponymes finlandais. D'après les toponymes méria, on peut également voir que des mots tels que volo « vers le bas » (finnois : ala ), vondo « donner » (finnois : antaa) existaient dans la langue méria.  De cela, on peut conclure que le finnois a- correspond à vo- ou o- dans la langue méria. Une autre chose que l'on peut observer est le son finlandais "a" correspondant à un méria "o", par exemple un hydronyme kol(o) peut être vu, qui peut être comparé au kala finlandais "poisson". Dans le territoire de Muroma-méria, on peut observer un mot il(e), qui peut être comparé au finnois *ülä « supérieur »,.

## Phonologie
La phonologie meriane n'a été étudiée qu'en termes généraux, en s'appuyant sur les dialectes russes des régions de Kostroma et de Iaroslavl. Helimski suggère que le méria a probablement développé une réduction massive des syllabes finales des mots. La langue méria n'autorisait qu'une seule consonne au début des mots et mettait probablement l'accent sur la première syllabe du mot. Il ne présentait probablement pas d'harmonie vocalique . Les voyelles /ö/, /ä/ et /y/ existaient probablement dans la langue méria.